# خدا می‌داند (ترانه پرتی رکلس)
«خدا می‌داند» (به انگلیسی: Heaven Knows) ترانه‌ای از گروه راک آمریکایی د پریتی رکلس و یکی از قطعه‌های دومین آلبوم استودیویی آن‌ها با نام رفتن به جهنم است. این قطعه که در نوامبر ۲۰۱۳ در قالب دومین تک‌آهنگ رفتن به جهنم منتشر شد، اولین شمارهٔ ۱ پرتی رکلس در جدول راک جریان اصلی بود و باعث شد آن‌ها پس از ۲۴ سال اولین گروه با رهبری یک زن باشند که یک شمارهٔ ۱ در آن جدول داشته‌اند. در ۱۵ ژوئیهٔ ۲۰۲۰ فروش این تک‌آهنگ از یک میلیون نسخه گذشت و از انجمن صنعت ضبط موسیقی ایالات متحده آمریکا گواهی پلاتینیوم دریافت کرد.
چاک ادی طی نقدی در رولینگ استون از «خدا می‌داند» با عنوان «یک پایکوبی تمام‌عیار با مضمون نوجوانان ناسازگار» یاد کرده است.

## ویدئو
ویدئو با نمایش قدم زدن تیلور مامسن در راهروی یک مدرسه آغاز می‌شود. سپس یک کلاس درس نشان داده می‌شود که پُر است از نوجوانان عصیانگر: برخی از آنها سیگار می‌کشند و بعضی دیگر هم به کلاس درس بی‌توجه هستند. روی میز دانش‌آموزان کتابی شبیه به کتاب مقدس وجود دارد. معلم به سمت میزها می‌رود، سیگار یکی از دانش آموزان را می‌گیرد و آن را روی کتاب خاموش می‌کند. هم‌زمان تصاویر دیگری نشان داده می‌شوند که در آن‌ها دانش‌آموزان دیگر با دست و چاقو کتاب روی میز را پاره می‌کنند. سپس کودکانی دیده می‌شوند که روبه‌روی دیواری از تلویزیون‌ها نشسته‌اند و همچون مسخ‌شده‌ها به تصاویری نگاه می‌کنند که از آن‌ها پخش می‌شود: پورنوگرافی، تخریب، صلیب، سوزاندن کتابی به‌نام «فریب خدا» و در زمان‌های زیادی عدد ۴. در میانهٔ ویدئو مامسن در حالی که جلوی تلویزیون‌ها ایستاده ردایش را باز می‌کند و صلیب بزرگی که روی بدنش نقش بسته دیده می‌شود. در همین حال کودکانی پایین پای مامسن نشان داده می‌شوند، گویی در حال ستایش یا عبادت او هستند و تعدادی دیگر که دستان‌شان را به نشانهٔ تسلیم [یا تمنا] بالا می‌برند. پس از انتشار ویدئو عده‌ای مامسن را به ترویج شیطان‌پرستی متهم کردند و بابت «تأثیر این تصاویر تاریک روی بچه‌ها» ابراز نگرانی کردند. مامسن در پاسخ گفت: «من شیطان‌پرست نیستم… من اعتقاد ندارم شکافی در زمین وجود دارد که شیاطین آن‌جا زندگی می‌کنند گرچه من هم می‌توانم اشتباه کنم. جهنم در پیرامون ماست و این نحوهٔ رفتار ما با همدیگر و مواجهه با زمینی است که داریم روی آن زندگی می‌کنیم».